# Quetzalli Alvarado

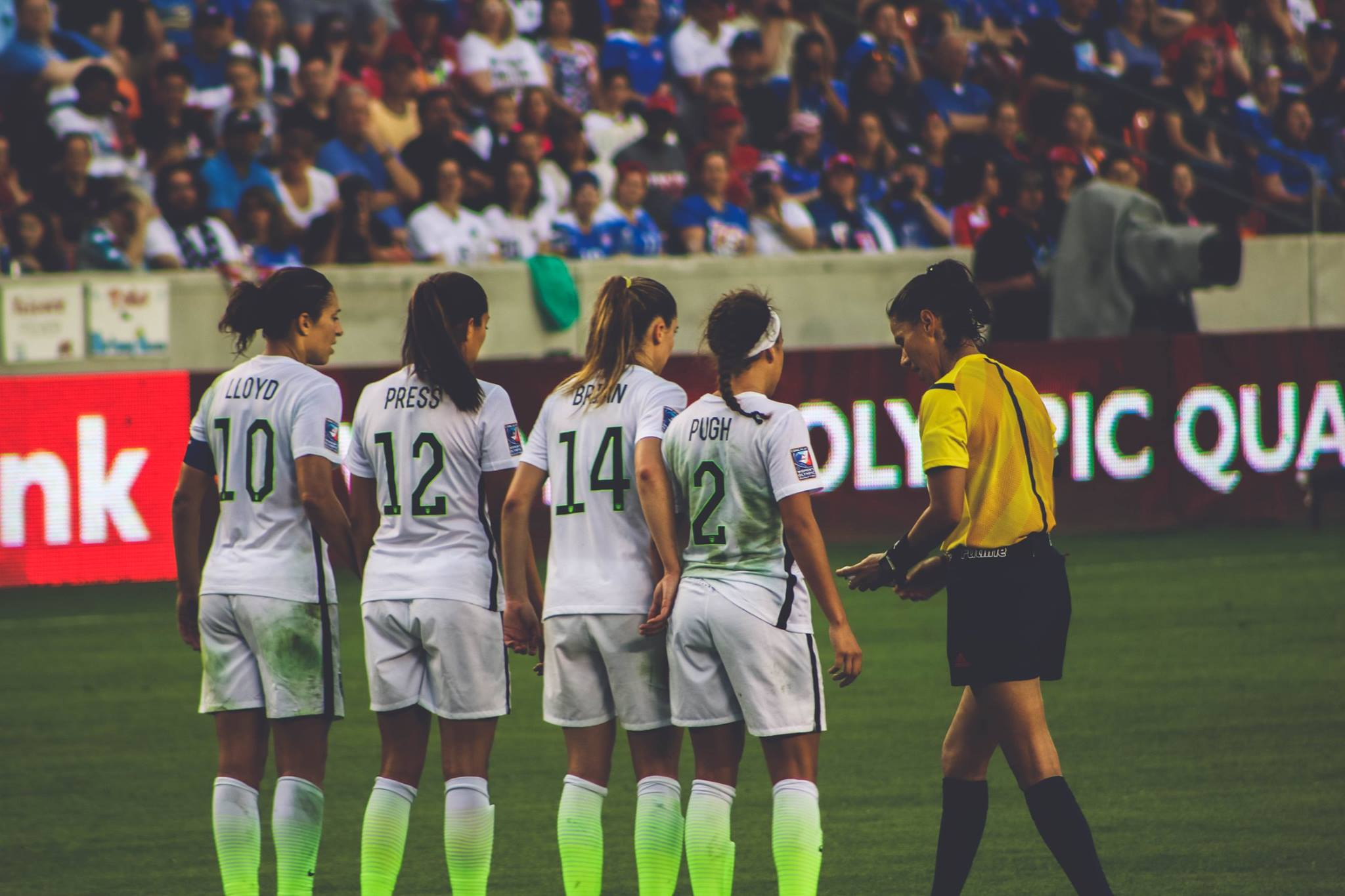
Quetzalli Alvarado (2016)

Quetzalli Alvarado Godínez (* 12. Juni 1975) ist eine mexikanische Fußballschiedsrichterin.
Beim CONCACAF Women’s Gold Cup 2010 leitete Alvarado zwei Spiele, darunter das Spiel um Platz 3 zwischen Costa Rica und den Vereinigten Staaten (0:3). Beim CONCACAF Women’s Gold Cup 2014 leitete sie zwei Spiele in der Gruppenphase.
Bei der Weltmeisterschaft 2011 in Deutschland leitete sie ein Gruppenspiel und das Viertelfinale zwischen Deutschland und Japan (0:1 n. V.). Auch bei der Weltmeisterschaft 2015 in Kanada pfiff sie ein Gruppenspiel.
Zudem pfiff sie drei Spiele bei der U-20-Weltmeisterschaft 2016 in Papua-Neuguinea und war bei der U-17-Weltmeisterschaft 2019 als Videoschiedsrichterin im Einsatz.